# Gare de Plouvara - Plerneuf
Gare de Plouvara - Plerneuf vasútállomás Franciaországban, Plouvara településen.

## Vasútvonalak
Az állomást az alábbi vasútvonalak érintik:
- Párizs–Brest-vasútvonal

## Kapcsolódó állomások
A vasútállomáshoz az alábbi állomások vannak a legközelebb:
- Gare de La Méaugon (Paris Gare Montparnasse, Párizs–Brest-vasútvonal)
- Gare de Châtelaudren - Plouagat (Gare de Brest, Párizs–Brest-vasútvonal)